# Csou Ju-kuang
Csou Ju-kuang (Zhou You-guang) (egyszerűsített kínai írás: 周有光, pinjin: Zhōu Yǒuguāng; 1906. január 13.– Peking, 2017. január 14.), születési nevén Csou Jao-ping (Zhou Yaoping) (周耀平, Zhōu Yàopíng) kínai nyelvész és sinológus, akit a pinjin (pinyin), azaz a kínai nyelv kiejtési segédletének tervezett átírás atyjaként tartanak számon.

## Tanulmányai és pályafutása kezdete
Csou (Zhou) Csangcsouban, Csiangszu (Jiangsu) tartományban született 1906. január 13-án. 1923-ban a sanghaji (shanghai-i) St. John Egyetemre jelentkezett, ahol közgazdaságtant tanult, de kiegészítő kurzusokat is végzett nyelvészetből. 1925-ben átiratkozott a Kuanghua (Guanghua) Egyetemre és 1927-ben diplomázott. Egy ideig cserediákként tanult Japánban, majd külföldön (nagyrészt New York-ban) dolgozott közgazdászként és bankárként, aztán visszatért Sanghaj (Shanghai)ba, amikor a Kínai Népköztársaság létrejött.

## Apinjin(pinyin)megalkotása
1955-ben a kormány kinevezte Csou (Zhou)t egy bizottság élére, melynek a kínai nyelv megreformálása volt a feladata az írástudás növelésének érdekében. Más bizottságok feladata volt például a mandarin nyelv nemzeti nyelvvé tétele, vagy az egyszerűsített kínai írás létrehozása, Csou (Zhou) bizottságát pedig azzal bízták meg, hogy fejlesszenek ki egy egységes átírást, ami a kínai írásjegyek kiejtését segíti. A rendszer kifejlesztése három évet vett igénybe, teljes munkaidőben. 1958-ban hivatalos átírási rendszer lett, de akkor is, ahogy most is, kiejtési segédletként működött, nem helyettesítő írásrendszerként.

## Későbbi tevékenysége

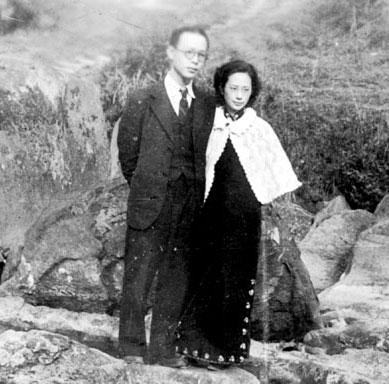
Csou (Zhou) és felesége 1938-ban

A kulturális forradalom alatt Csou (Zhou)t vidékre küldték „átnevelő táborba”, ahogy sok más értelmiségit is ebben az időszakban. Két évet töltött munkatáborban.
1980 után Liu Cun-csi (Liu Zun-qi)vel és Csien Vej-csang (Qian Weichang)gal az Encyclopædia Britannica fordításán dolgozott. Több könyvet is írt a pinjin (pinyin) megalkotása után, például a Csungkuo jüven tö sitah jencsin (Zhongguo Yuwen de Shidai Yanjin) (中國語文的時代演進) címűt, amit angolul The Historical Evolution of Chinese Languages and Scripts címen adtak ki 2003-ban. Néhány munkáját a kínai cenzúra betiltotta. Idősebb korára a politikai reformok híve lett.

## Magánélete
Csou (Zhou) 1933. április 30-án vette feleségül Csang Jün-hó (Zhang Yun-he)t, akivel 69 évig, a nő 2002-ben bekövetkezett haláig élt házasságban. Két gyermekük született, egy lány, Csou Hsziao-ho (Zhou Xiaohe) (1935–1941) és egy fiú, Csou Hsziao-ping (Zhou Xiao-ping) (1934–2015).
Csou (Zhou) 2017. január 14-én, pekingi otthonában halt meg, egy nappal 111. születésnapja után.

## Fordítás
- Ez a szócikk részben vagy egészben  a   Zhou Youguang című angol Wikipédia-szócikk ezen változatának fordításán alapul.  Az eredeti cikk szerkesztőit annak laptörténete sorolja fel. Ez a jelzés csupán a megfogalmazás eredetét és a szerzői jogokat jelzi, nem szolgál a cikkben szereplő információk forrásmegjelöléseként.